# Blastophaga psenes
La avispa de los higos (Blastophaga psenes) es un himenóptero apócrito de la familia Agaonidae. Es la única especie de avispas encargadas de la polinización de los higos. La polinización la realizan las avispas hembras que entran al sicono por un orificio natural llamado ostiolo y ponen los huevos dentro de este. Al moverse polinizan las flores y ahí mueren. B. psenes se especializa en una especie de higos, el higo comestible o cultivado Ficus carica y también la especie relacionada Ficus palmata.
Al llegar a un nuevo higo la hembra pone sus huevos a través de un tubo, el ovipositor u oviscapto, que mide casi dos milímetros. La longitud del estilo de algunas flores es de tres milímetros y el de otras es de dos milímetros. Cuando la avispa se planta en la flor de estilo largo no alcanza con su ovipositor a poner el huevo en el óvulo, por lo que solo puede polinizarla, pero cuando se planta en una de estilo corto la longitud de su ovipositor coincide exactamente con la longitud del estilo y no solo la poliniza sino que pone su huevo en el ovario de esta. 

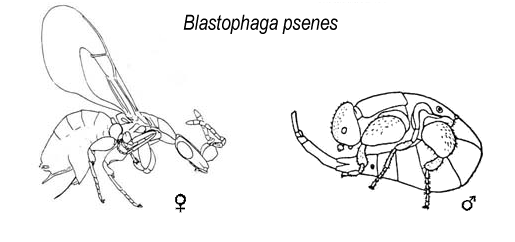
Hembra alada y macho sin alas.

Al depositar el huevo la hembra induce la hiperplasia de los tejidos de la futura semilla. La larva se alimenta de estos tejidos en desarrollo, crece y se convierte en adulto dentro de la semilla. Cuando las crías eclosionan, las hembras, una vez apareadas, recolectan polen guardándolo en unos sacos que poseen en el tórax. Los machos, que no tienen alas, abren un nuevo orificio, permitiendo la salida de las avispillas hembras y a continuación mueren.  Más tarde el higo fecundado produce un fruto carnoso con una masa rica en azúcares: higos y brevas.